# Světce (Tachov)
Světce (německy Heiligen) jsou malá vesnice na horním toku Mže, část města Tachov ve stejnojmenném okrese v Plzeňském kraji. Světce leží v katastrálním území Tachov o výměře 21,18 km². Ve Světcích sídlí střední průmyslová škola a vede jimi silnice II/199.

## Historie
První písemná zmínka o vesnici pochází z roku 1636.

## Obyvatelstvo
| Rok            | 1869 | 1880 | 1890 | 1900 | 1910 | 1921 | 1930 | 1950 | 1961 | 1970 | 1980 | 1991 | 2001 | 2011 | 2021 |
| -------------- | ---- | ---- | ---- | ---- | ---- | ---- | ---- | ---- | ---- | ---- | ---- | ---- | ---- | ---- | ---- |
| Počet obyvatel | 151  | 144  | 136  | 178  | 156  | 175  | 160  | 52   | 63   | 24   | 37   | 32   | 67   | 48   | 58   |
| Počet domů     | 18   | 19   | 20   | 22   | 20   | 21   | 21   | 25   | 25   | 7    | 8    | 10   | 24   | 16   | 17   |

## Pamětihodnosti
Najdeme zde ruiny bývalého paulánského kláštera, jehož historie sahá do středověku. 

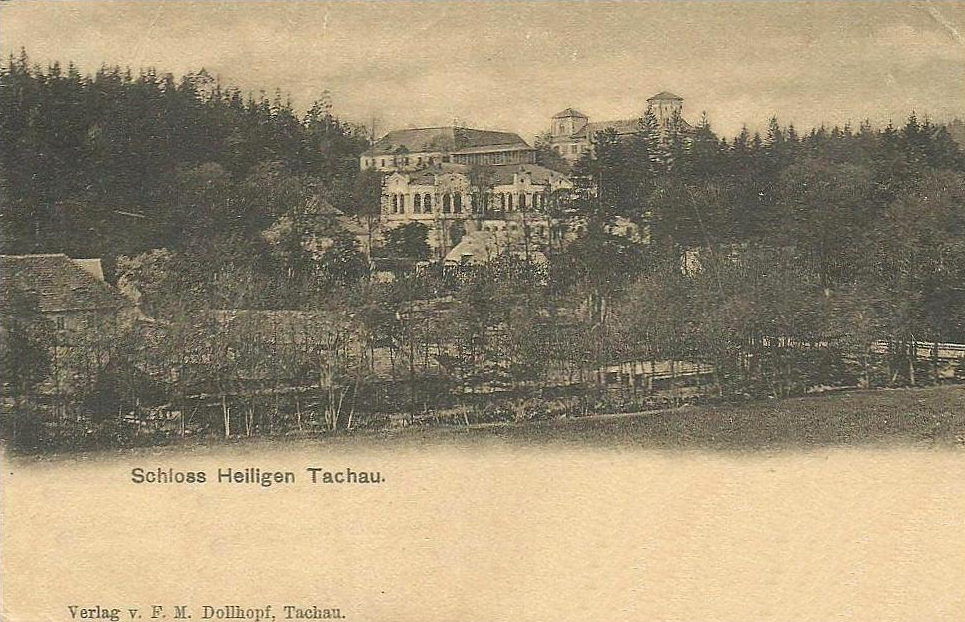
Jízdárna, klášter a zámek ve Světcích kolem roku 1900

Klášter zanikl v roce 1786, později ho odkoupil šlechtický rod Windischgrätzů a snažil si zde vybudovat honosné sídlo. Kníže Alfred I. Windischgrätz v letech 1858–1861 poblíž kláštera začal budovat zámek, který však nikdy nedokončil.
Nechal zde postavit také novorománskou jízdárnu, která se zachovala do dneška. Jízdárna s unikátním dispozičním řešením je národní kulturní památkou. Jedná se o největší českou jízdárnu, kterou v rámci střední Evropy překonává pouze Španělská dvorní jízdárna ve Vídni. Stavba přestala být k původnímu účelu využívána po druhé světové válce. Město Tachov, které získalo zchátralou stavbu v roce 1997, od roku 2000 provádí její rozsáhlou rekonstrukci. V roce 2023 se krátce po dokončení rekonstrukce stala jízdárna památkou roku.
Do centra Světců k monumentální jízdárně vede od tachovského Husmannova mlýna údolím řeky Mže 2,3 kilometru dlouhá Knížecí alej, kterou nechal v roce 1791 vysázet kníže Josef Mikuláš Windischgrätz. Památné stromořadí původně tvořilo 481 dubů, jasanů, javorů, jírovců, lip, olší a vrb. Na počátku 21. století se počet stromů, mezi nimiž převažují javory a olše, snížil na 409.
Drobnými kulturními památkami jsou ve Světcích boží muka u silnice k Tachovu a dřevěný holubník v areálu bývalého mlýna.

## Galerie

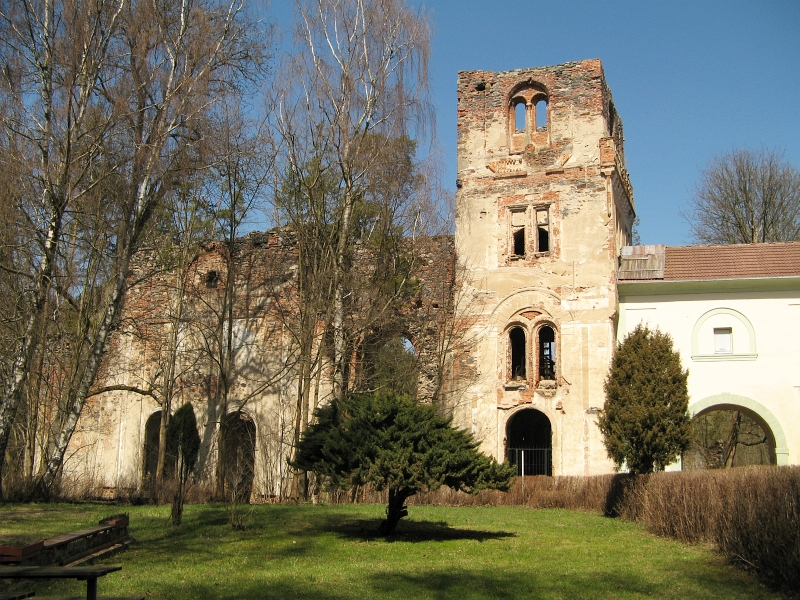
Paulánský klášter
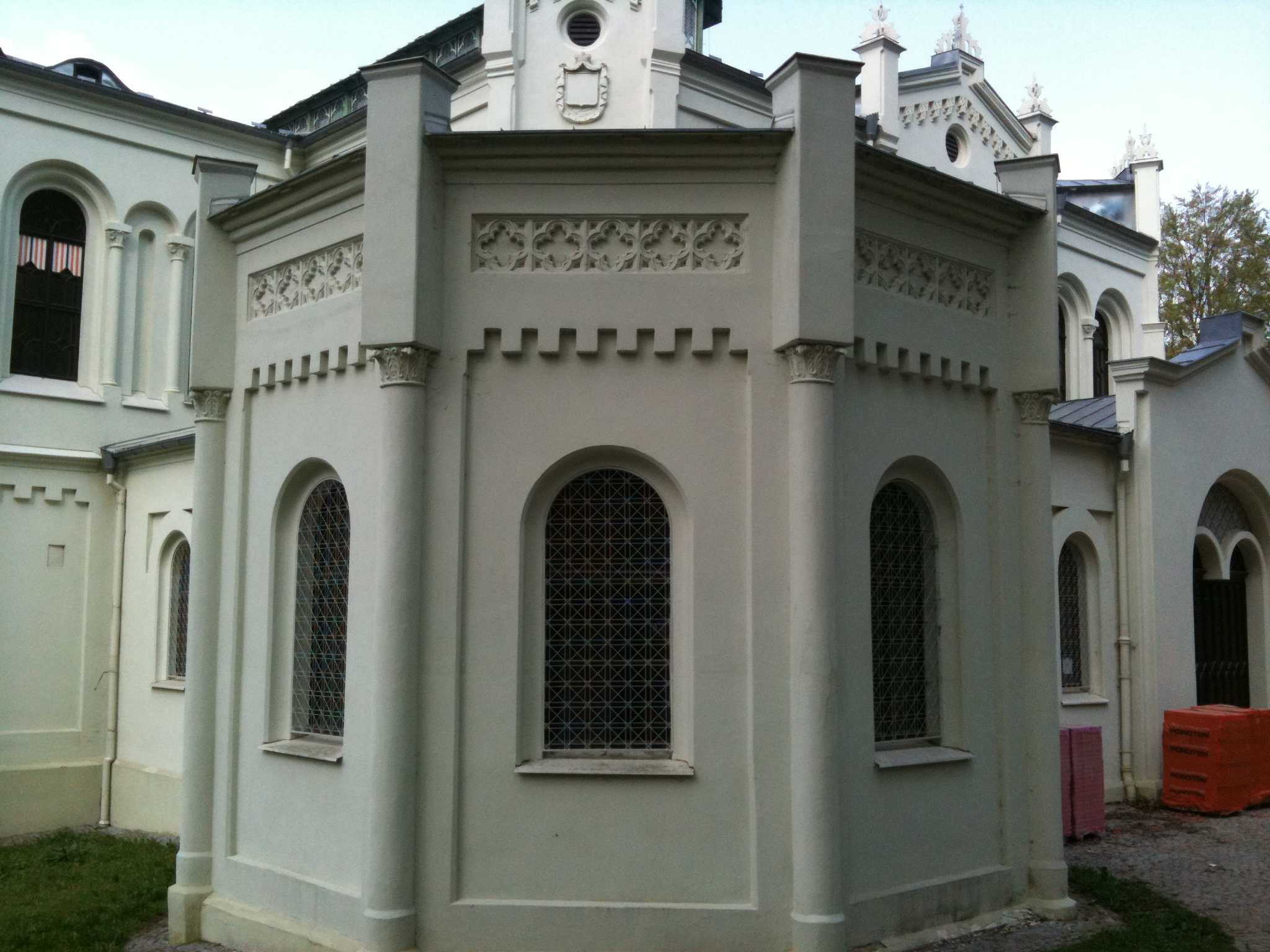
Jízdárna (detail)
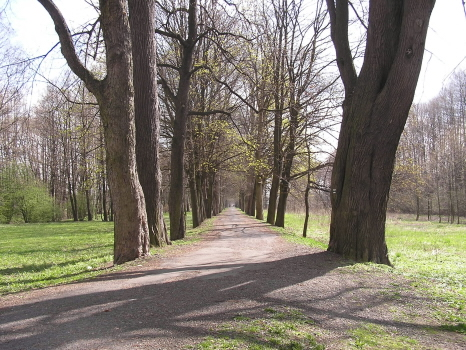
Knížecí alej
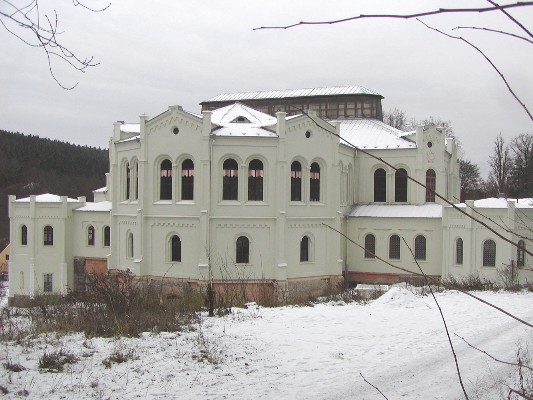
Jízdárna v zimě
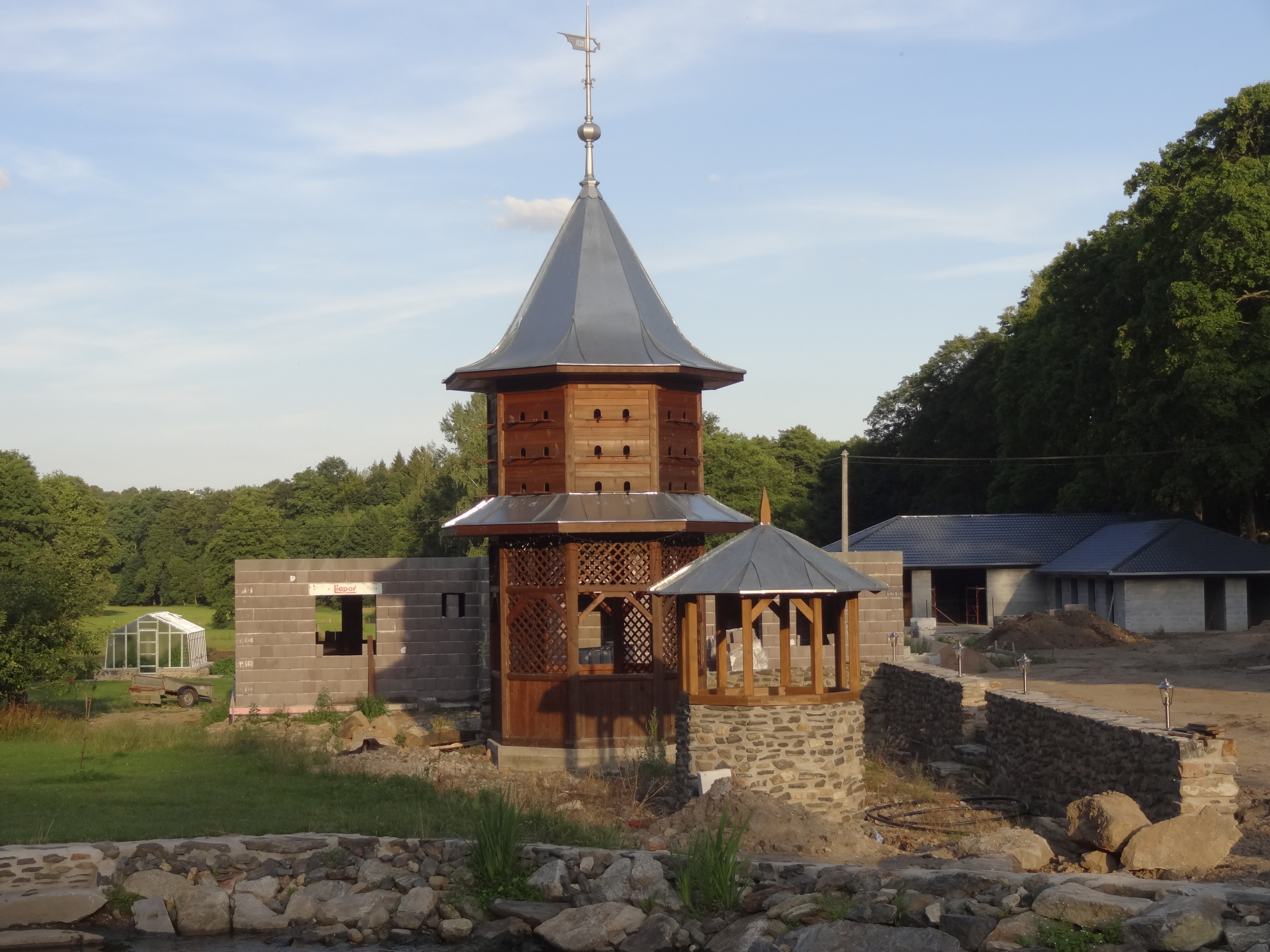
Holubník po rekonstrukci
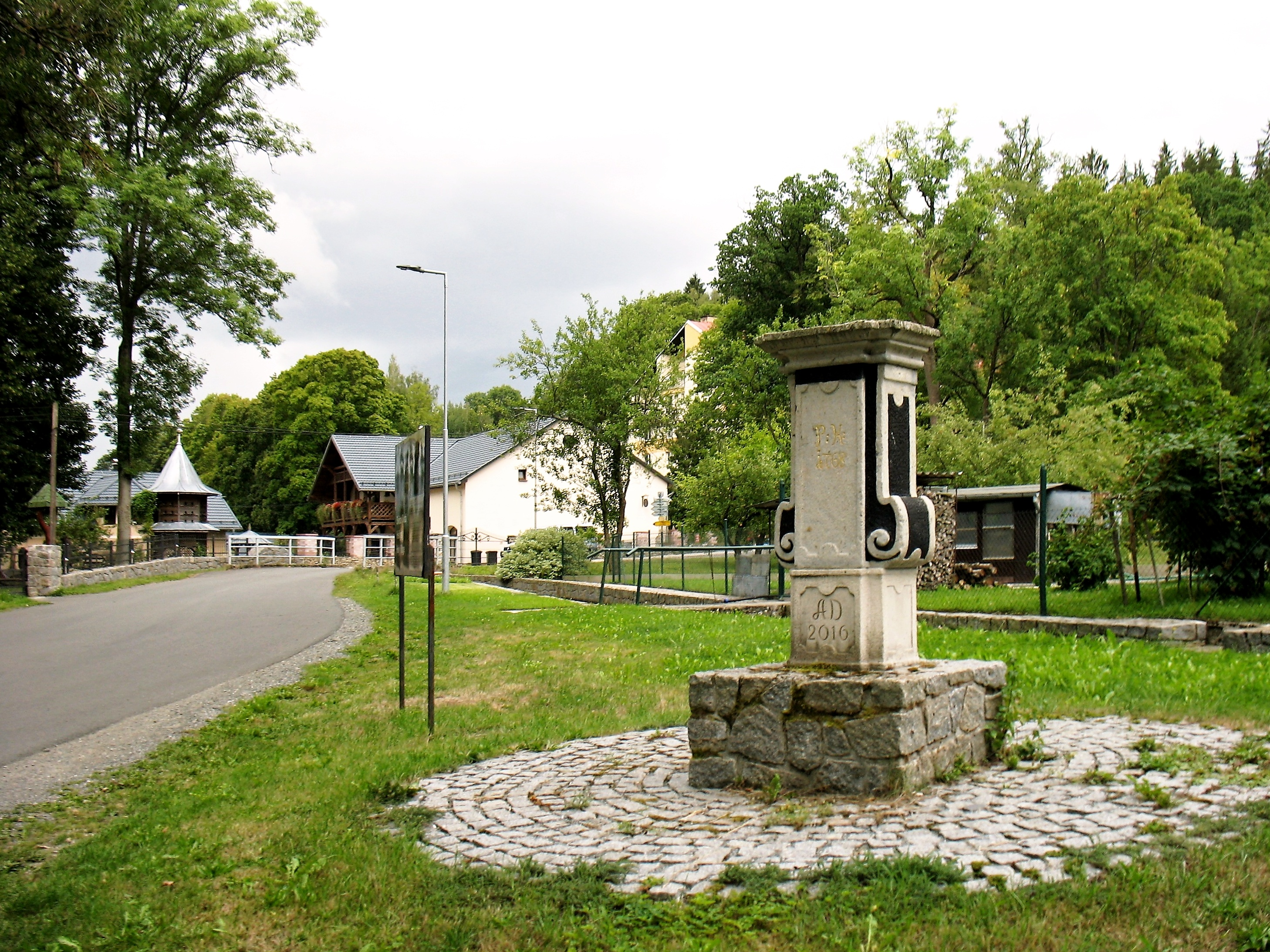
Obnovená boží muka u mostu přes Mži